# Massenzio Masia
(Massenzio Masia quando gli fu proposto di firmare la domanda di grazia)
Massenzio Masia (Como, 2 settembre 1902 – Bologna, 23 settembre 1944) è stato un partigiano e politico italiano, uno dei massimi dirigenti della resistenza in Emilia-Romagna, oltre che esponente di primo piano del Partito d'Azione e dell'antifascismo italiano, decorato della medaglia d'oro al valor militare alla memoria.

## Biografia
Nacque a Como nel 1902 da Angela Molteni e Angelo Masia.

### L'impegno giovanile
Studente di ragioneria, nel 1919 Massenzio Masia fuggì di casa per arruolarsi volontario tra i legionari di Gabriele D'Annunzio nell'impresa di Fiume. Dopo il Natale di sangue tornò a Como per proseguire gli studi ed allo stesso tempo lavorò presso un'azienda di tessile come disegnatore di stoffe.
Nel 1923 frequentò la Facoltà di Magistero presso il Regio Istituto Superiore di Scienze Economiche e Commerciali in Venezia, oggi Università Ca' Foscari Venezia. Grazie al clima cosmopolita di Venezia ed il positivo influsso di numerosi esponenti antifascisti che ebbe modo di conoscere nella città lagunare, Massenzio Masia compì un processo interiore di autocritica della propria esperienza fiumana ed abbracciò gli ideali democratici e antifascisti.
Nel 1924, prendendo esempio, tra gli altri, da Gino Luzzato, suo docente alla facoltà di Magistero, aderì ad una società segreta di nome Giovane Italia, che prospettava il ripristino del regime democratico costituzionale. A Como, nello stesso anno, rifondò la sezione del Partito Repubblicano Italiano di cui venne nominato segretario ma, scoperto dalla Polizia, venne schedato come sovversivo. Poté comunque tornare a Venezia dove conseguì la laurea a pieni voti in Scienze economiche, poi tornò a Como dove riprese il lavoro di disegnatore di stoffe.
Venne assunto alla Olivetti nel 1930, lavorando a Catania e Milano. Nel frattempo, grazie alla sua buona condotta, venne cancellato dagli elenchi dei sovversivi. Spostandosi di frequente tra le città per ragioni professionali, riuscì tenere i contatti fra i vari gruppi della Giovane Italia e quando, a causa del fascismo, il suo gruppo politico cessò di esistere, Massenzio Masia aderì al movimento Giustizia e Libertà.
Per motivi di lavoro fece numerose missioni in Asia, (conosceva e parlava tre lingue) e da giornalista pubblicista fece degli ampi resoconti dei suoi viaggi sulla rivista mensile del Touring Club Italiano. Assunto come tecnico bancario nell'Istituto internazionale delle Casse di Risparmio collaborò con la Rivista delle Casse di Risparmio.

### La Resistenza
Nel 1942 fu tra i fondatori del Partito d'Azione e nello stesso anno, richiamato alle armi, fu destinato a Bologna presso l'ufficio della censura postale. Nella città emiliana contattò gli esponenti locali di Giustizia e Libertà e con essi fondò la sezione del Partito d'Azione bolognese. Sostenitore dell'unitarietà politica tre i diversi partiti antifascisti divenne rappresentante del Partito d'Azione quando si costituì, nel giugno del 1943, il comitato del Fronte per la pace e la libertà, organizzazione unitaria dell'antifascismo bolognese.

Il 10 giugno 1943 venne arrestato con altri membri del Partito d'Azione, del Partito Socialista Italiano e del Movimento di Unità Proletaria, ma pochi giorni dopo la caduta del fascismo venne liberato. Rappresentò il suo partito nella redazione dell'organo d'informazione clandestino del Fronte, la "Rinascita" Nell'editoriale del primo numero scrisse: 
(Massenzio Masia, Presentazione Editoriale sul primo numero di "Rinascita")
Dopo l'armistizio dell'8 settembre 1943 entrò nella resistenza, con il nome di battaglia "Max" divenne responsabile del Partito d'Azione per l'Emilia-Romagna, insieme a Mario Jacchia come responsabile militare, e come rappresentante del partito in seno al Comitato di Liberazione Nazionale fu un sostenitore della lotta armata contro il nazifascismo.

Nel marzo del 1944 fondò il periodico emiliano del Partito d'Azione, "Orizzonti di libertà", e scrisse: 
(Massenzio Masia, Propositi nostri Articolo di fondo su "Orizzonti di libertà")
Dopo la cattura di Mario Jacchia divenne il responsabile delle formazioni di Giustizia e Libertà in Emilia-Romagna ma venne, probabilmente, scoperto dalla polizia nel luglio 1944. Non fu arrestato ma sorvegliato da vicino, all'interno del Partito d'Azione, da Paolo Kesler e Ivo Zampanelli, due spie infiltrate. Nonostante l'invito di Ferruccio Parri e di altri a lasciare Bologna, perché ormai per lui troppo rischiosa, Massenzio Masia preferì non lasciare i compagni di lotta.

### La cattura e la morte
Venne arrestato a Bologna nella notte tra il 3 e il 4 settembre 1944 insieme a Sario Bassanelli, Iolanda Benini, Enrico Bernardi, Giancarlo Canè, Orlando Canova, Sante Caselli, Giorgio Chierici, Antonino De Biase, Giuseppe Di Domizio, Sergio Forni, Arturo Gatto, Mario Giurini, Massimo Massei, Gino Onofri, Nazario Sauro Onofri, Leda Orlandi in Bastia, Armando Quadri, Anselmo Ramazzotti, Giosuè Sabbadini, Pietro Zanelli, Umberto Zanetti, Alberto Zoboli e Luigi Zoboli.

Torturato nella caserma della Guardia Nazionale Repubblicana in via Borgolocchi non riuscirono a fargli rendere nessuna dichiarazione come riportato nel verbale: 
(Dal verbale d'interrogatorio)
Il 19 settembre 1944 venne condannato a morte dal Tribunale militare straordinario di guerra. Venne fucilato insieme a Sario Bassanelli, Sante Caselli, Arturo Gatto, Mario Giurini, Armando Quadri, Pietro Zanelli e Luigi Zoboli nel poligono di tiro di Bologna il 23 settembre 1944.
Per onorarlo presero il suo nome l'8ª brigata Giustizia e Libertà di Bologna e una divisione Giustizia e Libertà dell'Oltrepò Pavese.

Federico Comandini, tra i fondatori del Partito d'Azione, ebbe a ricordarlo con queste parole: 
(Federico Comandini)
L'11 settembre 1968 il Presidente della Repubblica Giuseppe Saragat gli conferì la medaglia d'oro al valor militare alla memoria.

## Riconoscimenti e dediche
Alla memoria di Massenzio Masia sono state intitolate vie nelle città di Bologna e Como.